# Milovan R. Gajic
Milovan R. Gajić ( 1945 - ) es un botánico serbio.

## Algunas publicaciones
- 1963. Botanika; sistematika biljaka. Ed. Naučna knj. Belgrado. viii + 194 pp.

- La abreviatura «Gajic o Gajić» se emplea para indicar a Milovan R. Gajic como autoridad en la descripción y clasificación científica de los vegetales.[1]

- «Milovan R. Gajić». Índice Internacional de Nombres de las Plantas (IPNI). Real Jardín Botánico de Kew, Herbario de la Universidad de Harvard y Herbario nacional Australiano (eds.).
- Wikispecies tiene un artículo sobre Milovan R. Gajic.

- Datos: Q6016621
- Especies: Milovan R. Gajić

1. ↑  Todos los géneros y especies descritos por este autor en IPNI.